# Glomfjord
Glomfjord is een plaats in de Noorse gemeente Meløy, provincie Nordland. Glomfjord telt 1178 inwoners (2007) en heeft een oppervlakte van 1,35 km².